# James Martineau
James Martineau (Norwich, 21 aprile 1805 – Londra, 11 gennaio 1900) è stato un filosofo e teologo britannico.

## Biografia

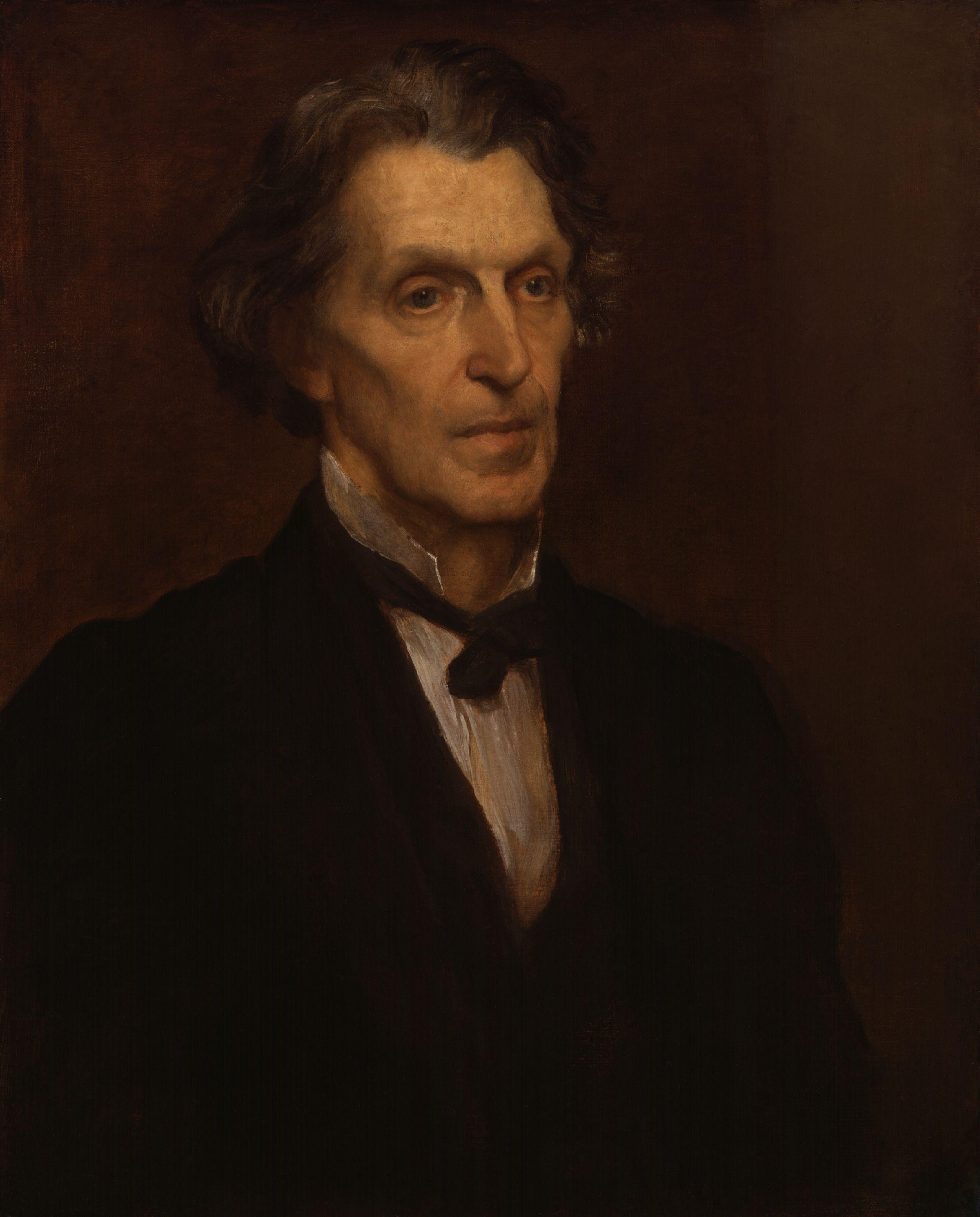
James Martineau (dipinto di George Frederic Watts, 1873)

James Martineau nacque a Norwich, in Inghilterra, settimo degli otto figli di Thomas Martineau (1764-1826), fabbricante di tessuti e commerciante, e di Elizabeth Rankin, figlia di un raffinatore di zucchero. La famiglia Martineau discendeva da Gaston Martineau, chirurgo ugonotto e rifugiato, che si trasferì a Norwich verso la fine del XVII secolo.  Sua sorella Harriet divenne una nota scrittrice, sostenne il liberalismo religioso e l'abolizione della schiavitù.  James Martineau studiò dapprima alla Norwich Grammar school, dove fu allievo di Edward Valpy; successivamente fu inviato a Bristol presso l'accademia privata del Dr. Lant Carpenter, sotto il quale studiò per due anni. In seguito fu apprendista presso un ingegnere civile a Derby, dove acquisì "un deposito di concezioni esclusivamente scientifiche", ma iniziò anche a interessarsi alla religione. Seguì la conversione di Martineau il quale nel 1822 entrò nel Manchester College, all'epoca alloggiato a York, dove fu allievo di Charles Wellbeloved e John Kenrick.
Terminati gli studi, nel 1827 tornò a Bristol dove insegnò nella scuola privata di Lant Carpenter; l'anno successivo fu ordinato per una chiesa unitaria a Dublino, il cui ministro anziano era un suo parente. La carriera ministeriale di Martineau fu improvvisamente interrotta nel [1832] per la sua opposizione al "regium donum", una sovvenzione annua che veniva pagata al clero nonconformista. Da Dublino fu chiamato a Liverpool, dove per venticinque anni esercitò una grande influenza come predicatore e saggista di filosofia religiosa. Nel 1840 Martineau fu nominato professore di filosofia mentale e morale ed economia politica al Manchester New College, il seminario in cui era stato educato e che ora si era trasferito a Manchester da York. Mantenne la cattedra per 45 anni e seguì il college a Londra nel 1853.
Per Nicola Abbagnano, «per il carattere eminentemente religioso della sua vita e della sua opera, e per l'impostazione generale della sua filosofia, Martineau può essere definito come il Rosmini britannico»
Martineau fu dapprima sostenitore dell'empirismo associazionistico di John Stuart Mill, fondato sulla percezione esterna, e passò poi a difendere uno spiritualismo tradizionalistico, fondato sulla riflessione interna o coscienza, considerata come la diretta manifestazione di Dio, che è sostanzialmente affine alla filosofia contemporanea del continente. Significativamente, Martineau dedicò uno fra i suoi scritti più notevoli a The seat of authority in religion (La sede dell’autorità nella religione, 1890) nel quale l’autorità è concepita come forza non esterna ma interna, intima alla coscienza e connaturata con essa.

## Opere (selezione)
- A Collection of Hymns for Christian Worship, Dublino, 1831
- The rationale of religious enquiry, or The question stated of reason, the Bible, and the church: in six lectures, London, Whittaker and Co., Simpkin and Marshall, and R. Hunter ; Liverpool, Willmer and Smith, 1836
- Hymns for the christian church and home, 1840
- Studies of christianity, 1858
- A world for scientific theology, 1868
- A study of Spinoza, London, Macmillan, 1883
- Types of ethical theory, 2 voll., Oxford, at the Clarendon Press, 1885
- A study of religion its sources and contents, 2 voll., Oxford, At the Clarendon Press, 1888
- The seat of authority in religion, 1890.
- Essays, Reviews and Addresses, 4 voll., 1890-1891.